# Pullman (Washington)
Pullman (pronunciación inglesa /ˈpʊlmən/) es una ciudad ubicada en el condado de Whitman en el estado estadounidense de Washington. En el año 2010 tenía una población de 29.799 habitantes.

## WSU
Pullman es la sede de la universidad  Washington State University (WSU).

## Demografía
Según la Oficina del Censo en 2000 los ingresos medios por hogar en la localidad eran de $20.652, y los ingresos medios por familia eran $46.165. Los hombres tenían unos ingresos medios de $36.743 frente a los $29.192 para las mujeres. La renta per cápita para la localidad era de $13.448. Alrededor del 37,5% de la población estaban por debajo del umbral de pobreza.